# Southern Freeway
Der Southern Freeway ist eine Autobahn im Osten des australischen Bundesstaates New South Wales. Sie verbindet den Princes Highway in Waterfall (südlich von Sydney im Royal-Nationalpark) mit dem Princes Highway in Yallah, einem südlichen Vorort von Wollongong. Derzeit ist die Straße Teil der Australian Route 1 (R1), wurde aber in der Planungsphase als Highway-Korridor F6 geführt.

## Verlauf
Der Freeway hat zwei Abschnitte, die durch eine normale, zweispurige Straße miteinander verbunden sind. Der nördliche Abschnitt beginnt in Waterfall im Royal-Nationalpark, wo sich die Autobahn als Fortsetzung des Princes Highway (Met-1) nach Süden darstellt. Der Princes Highway verläuft parallel dazu als Staatsstraße 60 nach Süden. Dieser erste Abschnitt endet am Bulli Pass, ca. 15 km nördlich von Wollongong.
Der südliche Abschnitt beginnt in den nordwestlichen Vororten von Wollongong und endet wenig später in Yallah, einem südlichen Vorort dieser Stadt.
Die Verbindungsstraße beider Autobahnteile heißt Mount Ousley Road und nimmt als wichtigste Nebenstraße die von Westen kommende Picton Road (S88) auf.

## Geschwindigkeitsbeschränkungen
Auf dem nördlichen Autobahnabschnitt zwischen Waterfall und Bulli Pass beträgt die Geschwindigkeitsbeschränkung 110 km/h. Am Anschluss an die Mount Ousley Road sinkt die zulässige Höchstgeschwindigkeit auf 80 km/h. Die Mount Ousley Road selbst darf mit bis zu 100 km/h befahren werden, was auch auf den südlichen Autobahnabschnitt durch Wollongong zutrifft.

## Geschichte

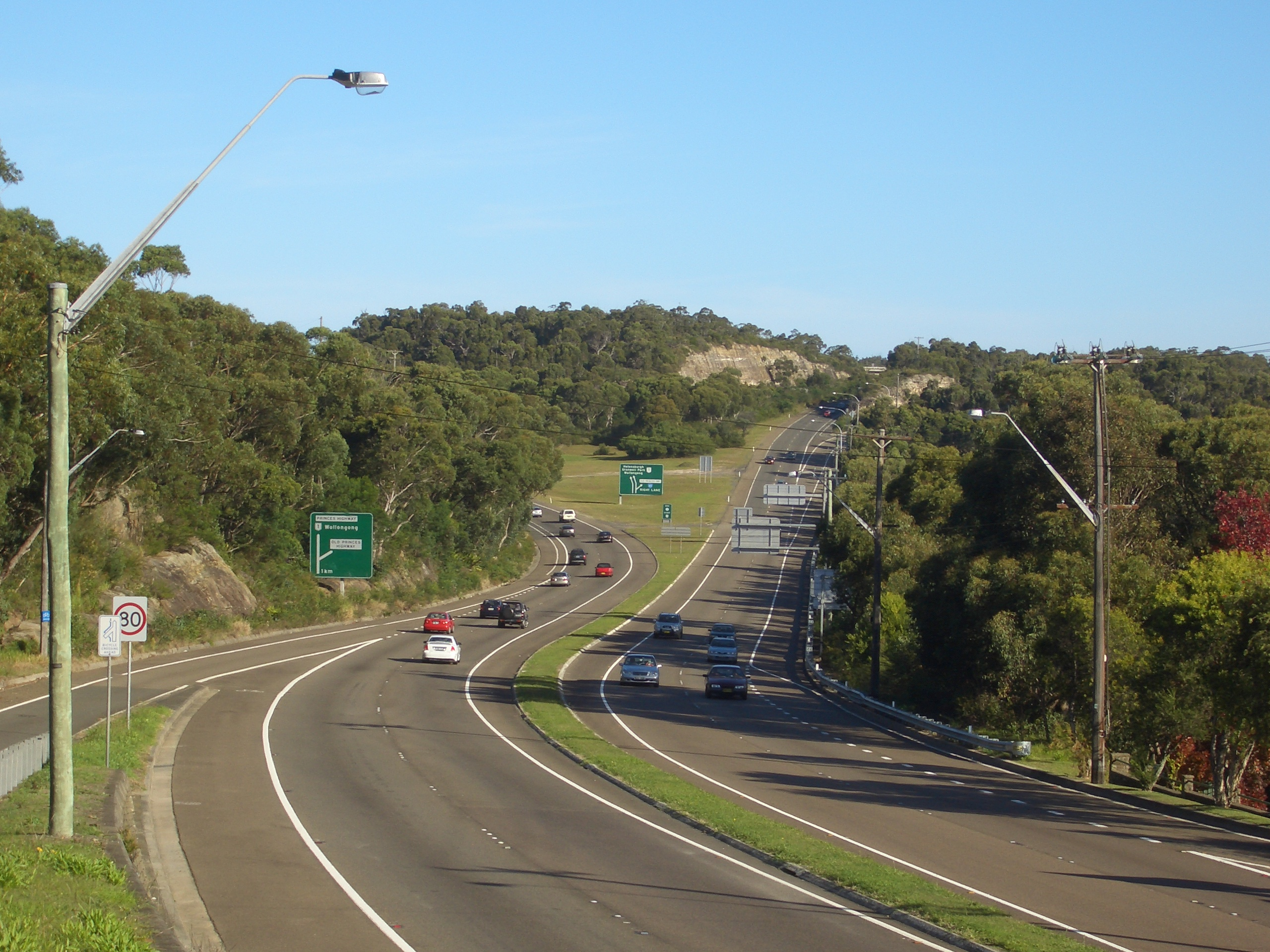
Auffahrt zum Southern Freeway in Waterfall, Richtung Süden

Bei ihrer Eröffnung am 24. Juli 1975 war der nördliche Autobahnabschnitt von Waterfall bis zum Bully Pass mautpflichtig. An dieser Autobahn fehlte noch der Anschluss nach Helensburgh, der erst im Februar 2000 eröffnet wurde. Die Verpflichtung zur Mautzahlung bestand 20 Jahre lang, 10 Jahre weniger als ursprünglich geplant. Der wichtigste Grund für die Aufhebung der Mautpflicht war die Klage der Anwohner, dass der Sydney-Newcastle Freeway seit 1988 mautfrei war. Dies war so, weil die Baukredite für diese Strecke zu diesem Zeitpunkt voll getilgt worden waren. Das traf allerdings nicht auf den F6-Korridor zu.
Nach erheblichem Druck der Bevölkerung wurde auch für den F6-Korridor am 30. Juli 1995 die Mautpflicht aufgehoben, weil auch hier nun die Baukredite voll zurückbezahlt worden waren. Überreste der Mautstellen kann man heute noch in Waterfall sehen. Eine der Mautspuren und sehr verblasste Straßenmarkierungen sind noch sichtbar. Ebenso gibt es noch abgedeckte Hinweisschilder auf die Mautstraße in Waterfall, am Bulli Pass und an der dort angeschlossenen Appin Road (S69).

### Verlängerung

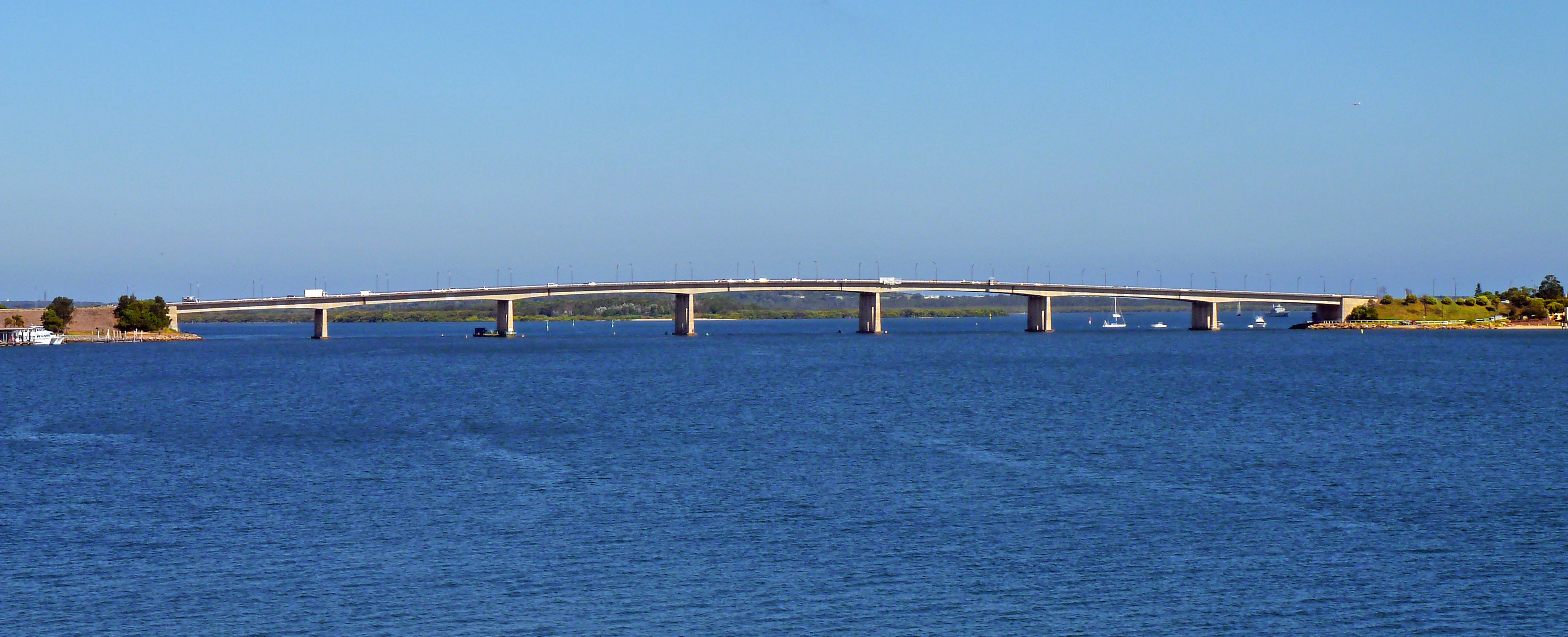
Die sechsspurige Captain Cook Bridge von Sans Souci nach Taren Point

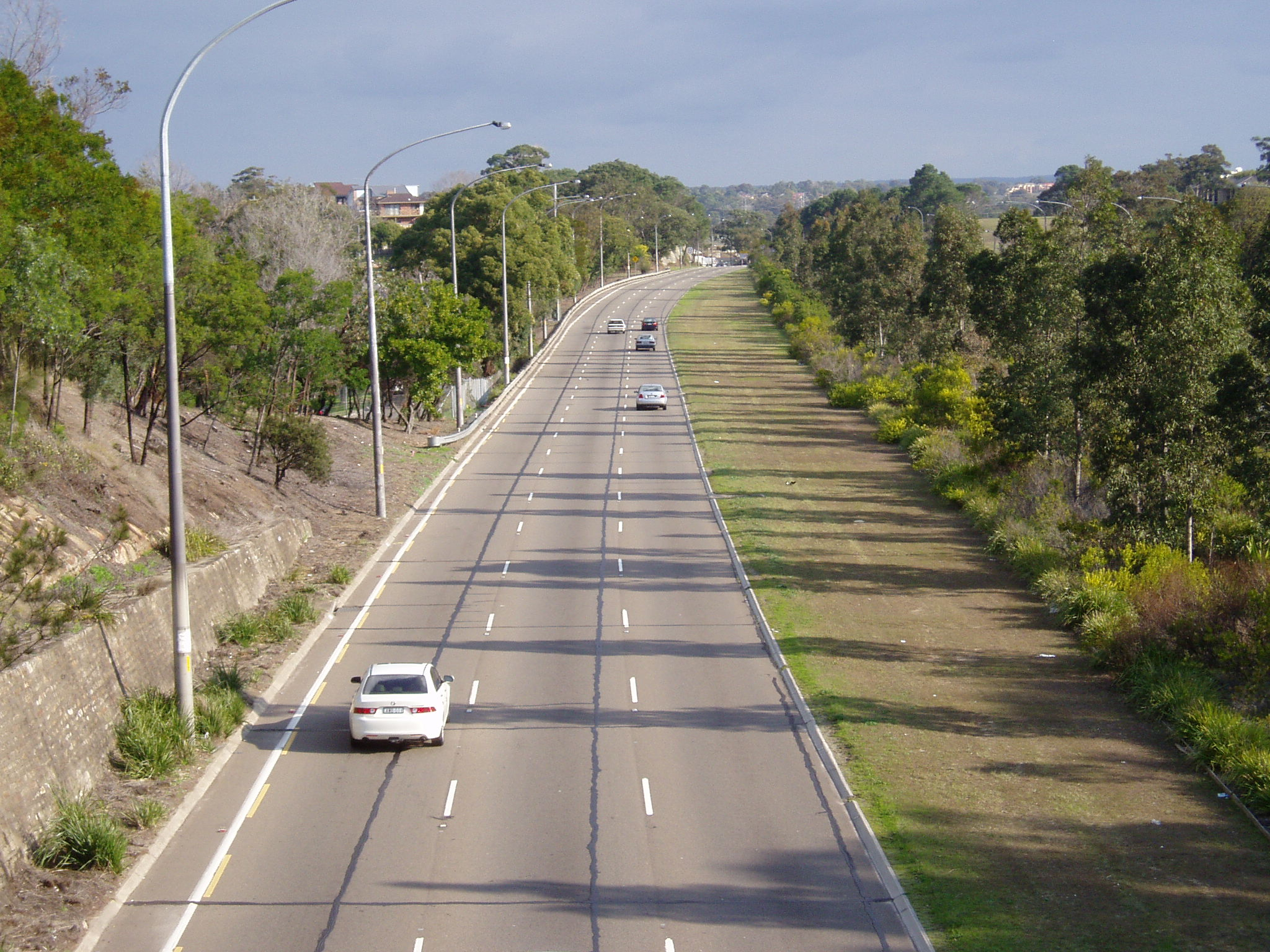
Taren Point Road

Eigentlich sah der Plan 1948 eine Verlängerung des F6-Korridors von Waterfall nach Norden vor. Der Korridor sollte durch den Royal-Nationalpark bis nach St. Peters (nördlich des Kingsford Smith International Airport) verlaufen.
Von der vorgeschlagenen Verlängerung gibt es bis heute nur die Captain Cook Bridge über den Georges River und ein kurzes Verbindungsstück in Gestalt der Taren Point Road am Südufer des Flusses. 1962 begann der Bau der Brücke, die im Mai 1965 eröffnet wurde. Sie ersetzte damit eine Fährverbindung, die seit 1916 bestanden hatte.
Ursprünglich sollte der F6-Korridor zum Western Distributor in der Innenstadt von Sydney verbinden, aber im August 1977 gab die Regierung diese Pläne auf.

## Kreuzungen und Anschlüsse
| Southern Freeway                                             |                             |                            |                                                                     |
| Anschlüsse Richtung Norden                                   | Entfernung nach Sydney (km) | Entfernung nach Nowra (km) | Anschlüsse Richtung Süden                                           |
| Ende Southern Freeway weiter als Princes Highway nach Sydney | 45                          | 116                        | Beginn Southern Freeway vom Princes Highway                         |
| Ende Southern Freeway weiter als Princes Highway nach Sydney | 45                          | 116                        | Lake Woronora Old Princes Highway                                   |
| keine Ausfahrt                                               | 55                          | 110                        | Helensburgh, Stanwell Park Lawrence Hargrave Drive                  |
| Darkes Forest, Helensburgh Old Princes Highway               | 53                          | 108                        | keine Ausfahrt                                                      |
| Maddens Plains, Darkes Forest Old Princes Highway            | 63                          | 98                         | Maddens Plains, Darkes Forest Old Princes Highway                   |
| keine Ausfahrt                                               | 64                          | 97                         | Appin, Campbelltown Appin Road                                      |
| weiter als Southern Freeway von der Mount Ousley Road        | 65                          | 96                         | Thirroul, Bulli Princes Highway                                     |
| Appin, Campbelltown Appin Road                               | 65                          | 96                         | weiter als Mount Ousley Road nach Wollongong                        |
| Picton Picton Road                                           | 74                          | 87                         | Picton Picton Road                                                  |
| weiter als Mount Ousley Road nach Picton / Sydney            | 80                          | 81                         | Wollongong Mount Ousley Road                                        |
| weiter als Mount Ousley Road nach Picton / Sydney            | 80                          | 81                         | weiter als Southern Freeway von der Mount Ousley Road               |
| Keiraville Northfields Avenue                                | 81,5                        | 79,5                       | Gwynneville, Keiraville, Universität Wollongong University Avenue   |
| Gwynneville Irvine Street                                    | 81,5                        | 79,5                       | Gwynneville, Keiraville, Universität Wollongong University Avenue   |
| North Wollongong, Bulli Northern Distributor                 | 82                          | 79                         | keine Ausfahrt                                                      |
| Dapto, Figtree, Wollongong Princes Highway                   | 84                          | 77                         | Wollongong, Figtree, Dapto Princes Highway                          |
| keine Ausfahrt                                               | –                           | 75                         | Coniston, Port Kembla Masters Road                                  |
| Unanderra, Port Kembla Five Islands Road                     | 88                          | 73                         | Port Kembla, Unanderra Five Islands Road                            |
| Warrawong Northcliffe Drive                                  | 91                          | 70                         | Warrawong Northcliffe Drive                                         |
| keine Ausfahrt                                               | 93                          | 68                         | Kanahooka, Dapto Kanahooka Road                                     |
| keine Ausfahrt                                               | 95                          | 66                         | Koonawarra, Dapto Fowlers Road                                      |
| Dapto Princes Highway                                        | 98                          | 63                         | Ende Southern Freeway weiter als Princes Highway nach Kiama / Nowra |
| Beginn Southern Freeway vom Princes Highway                  | 98                          | 63                         | Ende Southern Freeway weiter als Princes Highway nach Kiama / Nowra |